# Margit híd
Le Margit híd ([ˈmɒɾgit ˈhiːd], en français : « Pont Marguerite ») est un pont de Budapest. Il franchit le Danube au sud du Margit-sziget, dans le prolongement du Nagykörút. Il relie le 2e arrondissement (quartier de Víziváros) sur la rive occidentale (Buda), aux 5e et 13e arrondissement (quartiers Újlipótváros et Lipótváros) sur la rive orientale (Pest). Axe de communication important de la ville, le pont est notamment parcouru par les lignes 4 et 6 du réseau de tramway.

## Historique
Il a été construit entre 1872 et 1876 ; le projet de construction est né en 1871 et c'est une société française, la Société de construction des Batignolles, qui a remporté le marché avec les ingénieurs français Ernest Goüin et Émile Nouguier (au début de sa carrière) ; les sculptures sur les piles du pont représentant Le Génie de la Force sont de Martial Thabard.
Comme les autres ponts de Budapest, le pont Marguerite a été dynamité le 4 novembre 1944 par les Allemands. Il était alors traversé par un grand nombre de voitures et de piétons qui essayaient de fuir la ville. Le nombre de morts de ce jour-là est inconnu. Le pont a été reconstruit en 1948.

## Galerie

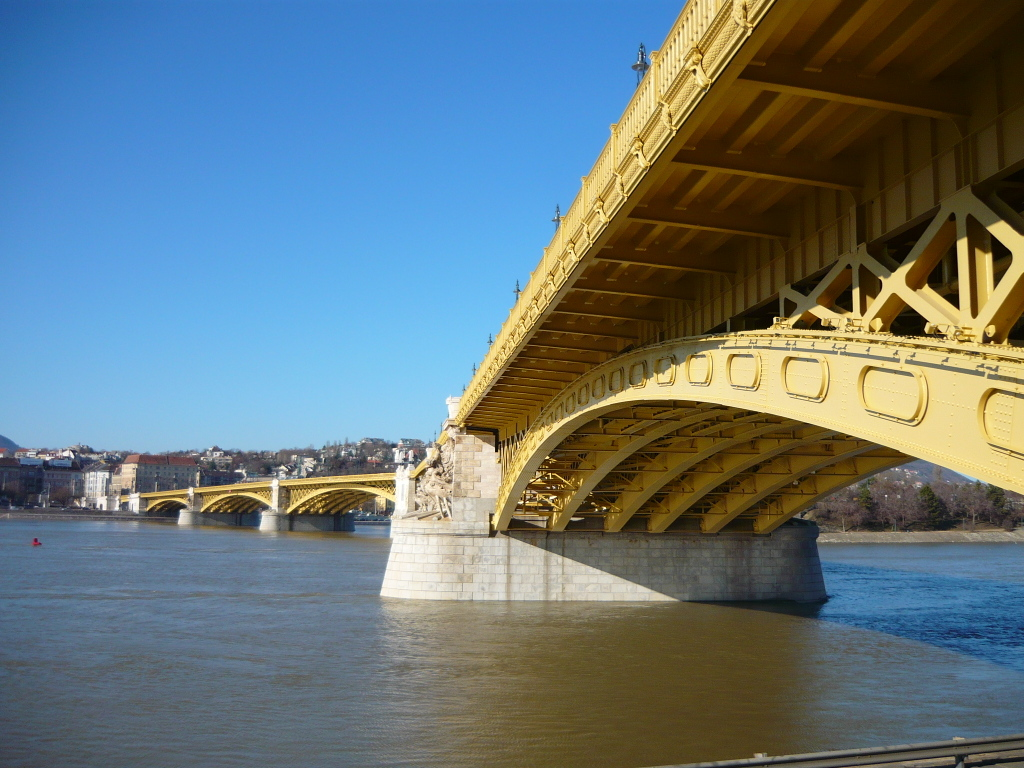
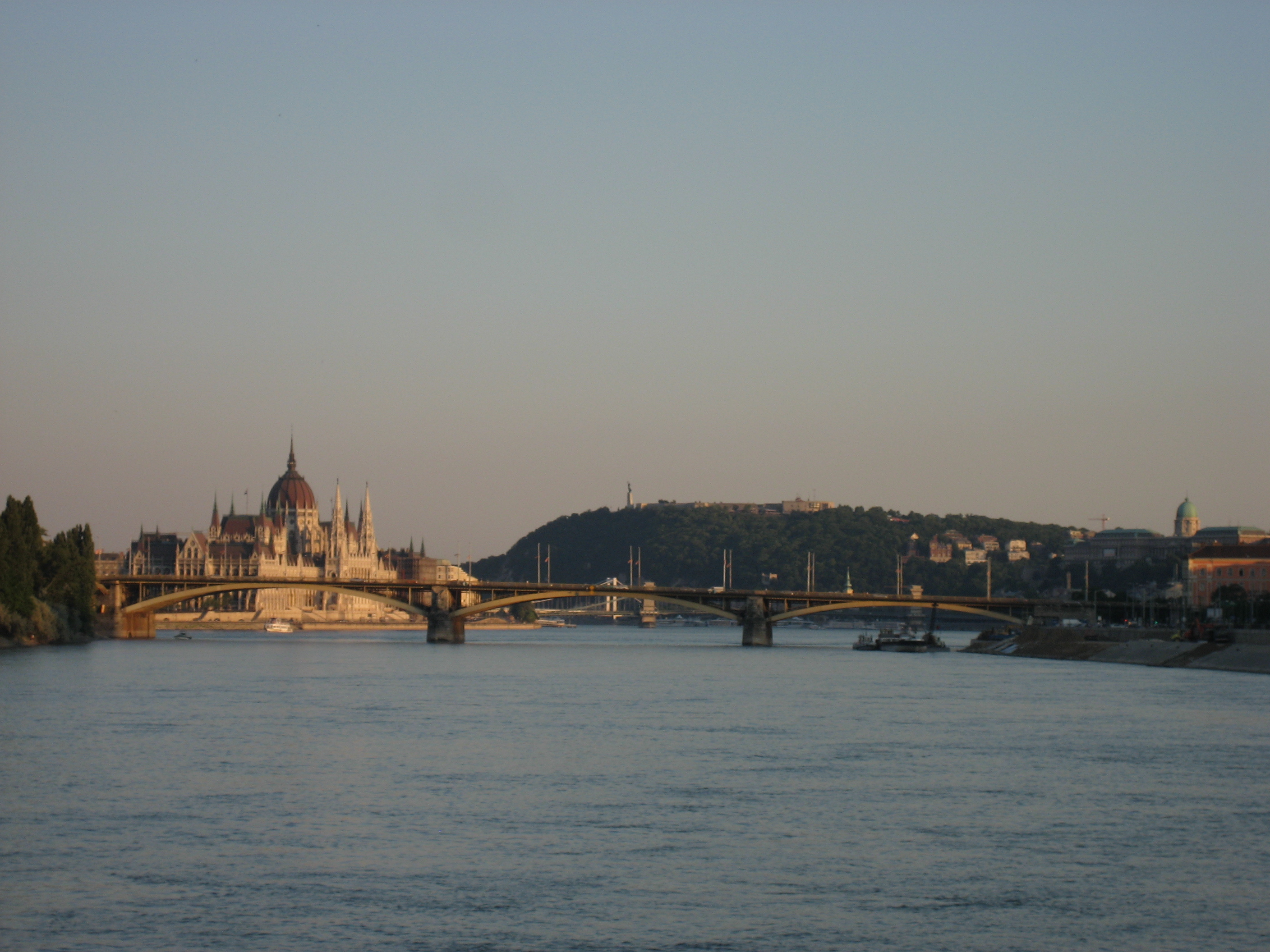
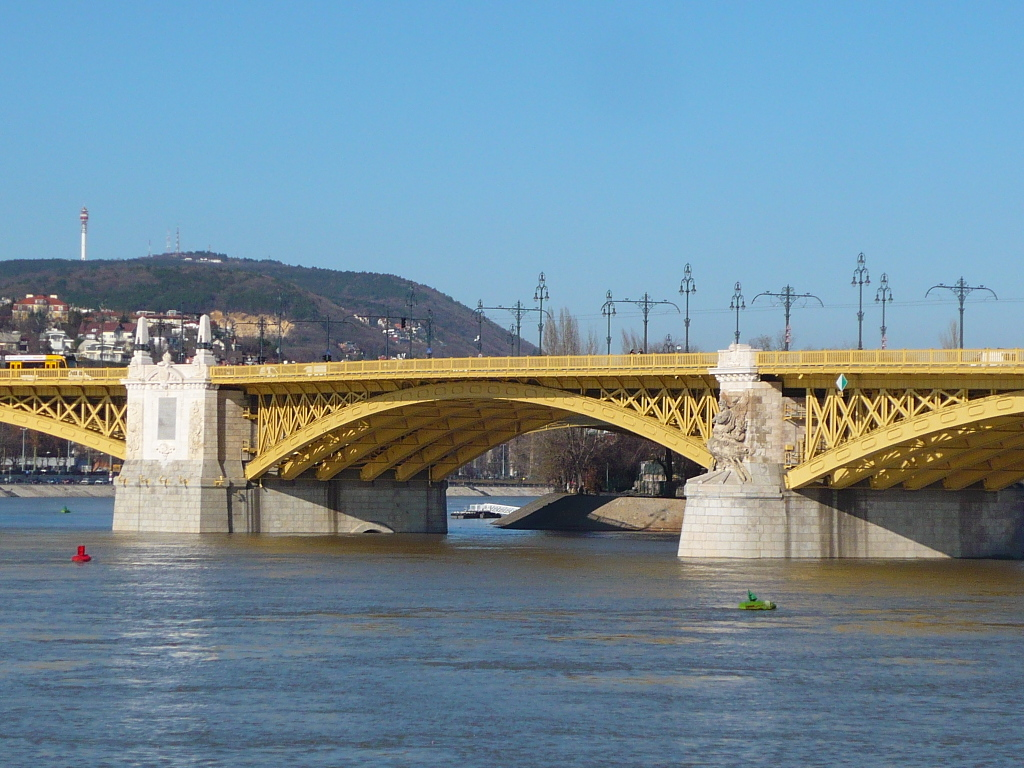
Le pont après rénovation.
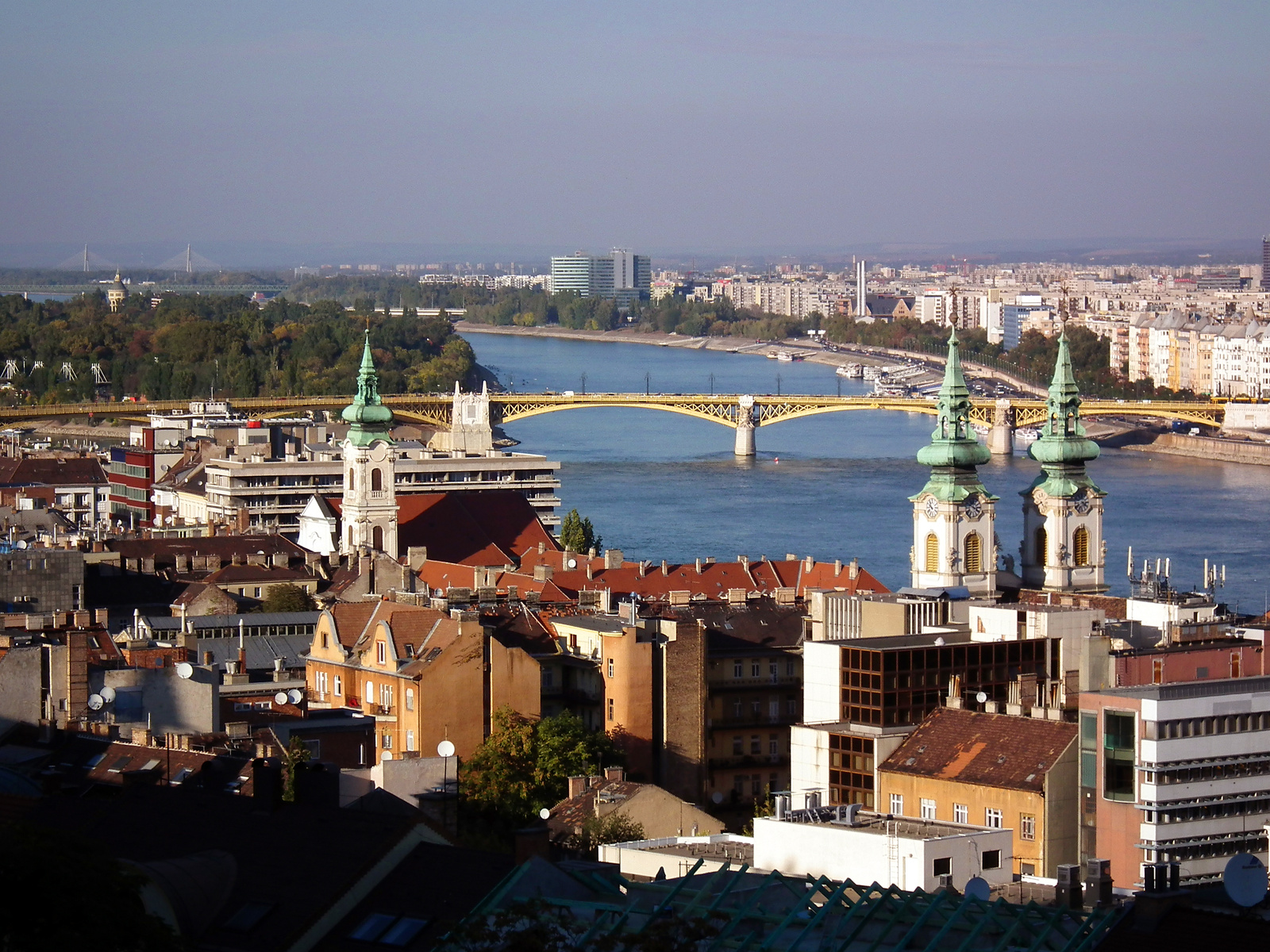
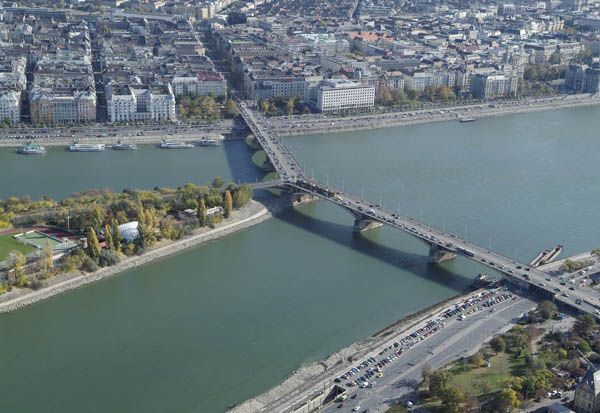
Le pont vu du ciel.
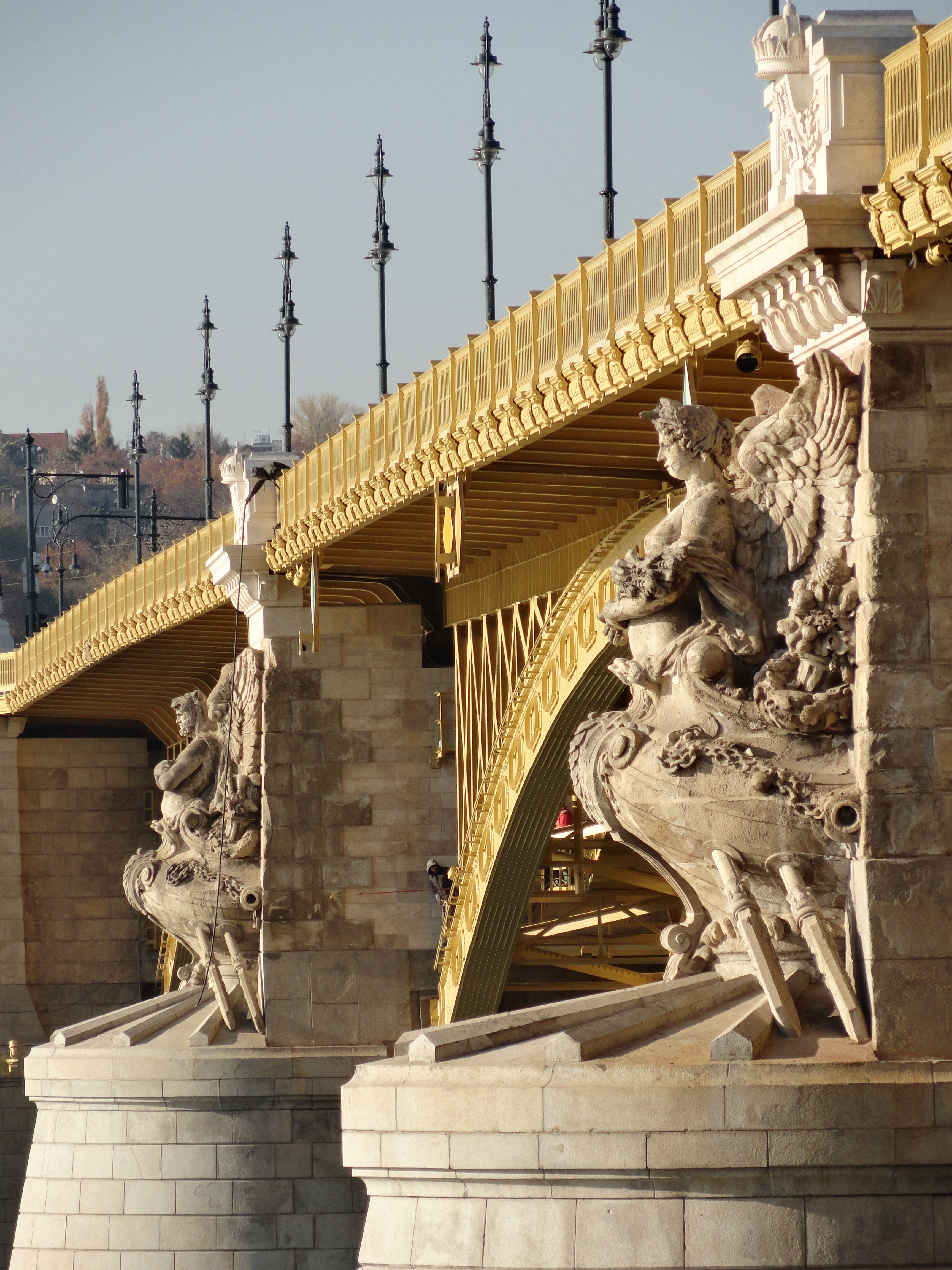
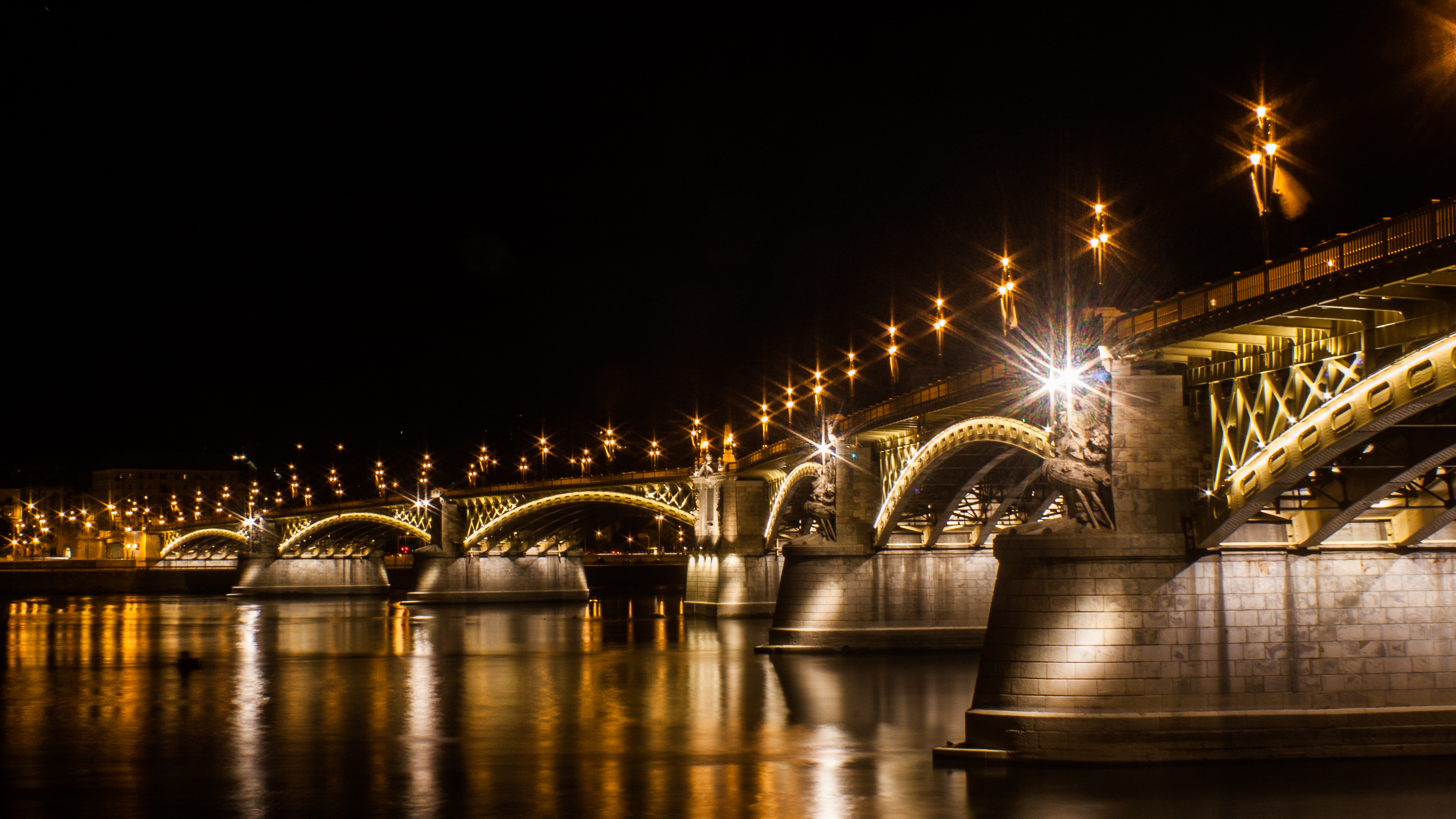